# アイネ・クライネ
『アイネ・クライネ』は、竹田真理子による日本の漫画作品。講談社の「なかよし」にて、1991年2月号から9月号まで連載された。

## 書誌情報
竹田真理子 『アイネ・クライネ』 講談社〈講談社コミックスなかよし〉、全2巻
- 1巻、1991年9月6日発行、ISBN 4-06-178697-0
- 2巻、1992年2月6日発行、ISBN 4-06-178709-8
  - 1巻には1989年7月号掲載の『あなたまで30センチ』が[4]、2巻には1991年12月号掲載の『メリークリスマスをあなたに』[5]が収録されている[6]。